# Карл Густав Баден-Дурласький
Маркграф Карл Густав Баден-Дурласький (27 вересня 1648 , Дурлах  — 24 жовтня 1703 , Дурлах ) — імперський генерал. Син маркграфа Баден-Дурласького Фрідріха VI і Крістіни Магдалени Пфальц-Цвейбрюкен-Клеєбургської.

## Біографія
В межах Швабського округу був королівським полковником Протестантського піхотного полку округу в 1673—1677 роках, а з 1683 року — Євангелістського піхотного полку другого округу. В 1683 році служив генерал-майором та, одночасно, головнокомандувачем військами округу. В 1686 році був підвищений до фельдмаршала-лейтенанта піхоти Швабского округу, в 1692 році — до генерала-фельдцейхмейстера, а в 1697 році — до фельдмаршала.
Карл Густав Баден-Дурласький з 28 жовтня 1677 року був одружений з Анною Софією Брауншвейг-Вольфенбюттельською (29 жовтня 1659 — 28 червня 1742), донькою герцога Антона Ульріха Брауншвейг-Вольфенбюттельського. У них було четверо дітей, з яких до дорослого віку дожила тільки старша та єдина донька.

## Родина
Дружина Анна Софія (1659—1742), донька герцога Антона Ульріха Брауншвейг-Вольфенбюттельського. 
Діти:
- Крістіна Юліана (1678—1707), чоловік (з 1697) — Йоганн Вільгельм (герцог Саксен-Айзенаський)
- Карл (1680), помер немовлям
- Фрідріх Рудольф (1681—1682), помер немовлям
- Карл Антон (1683—1692), помер в дитинстві